# Tannefors kyrka

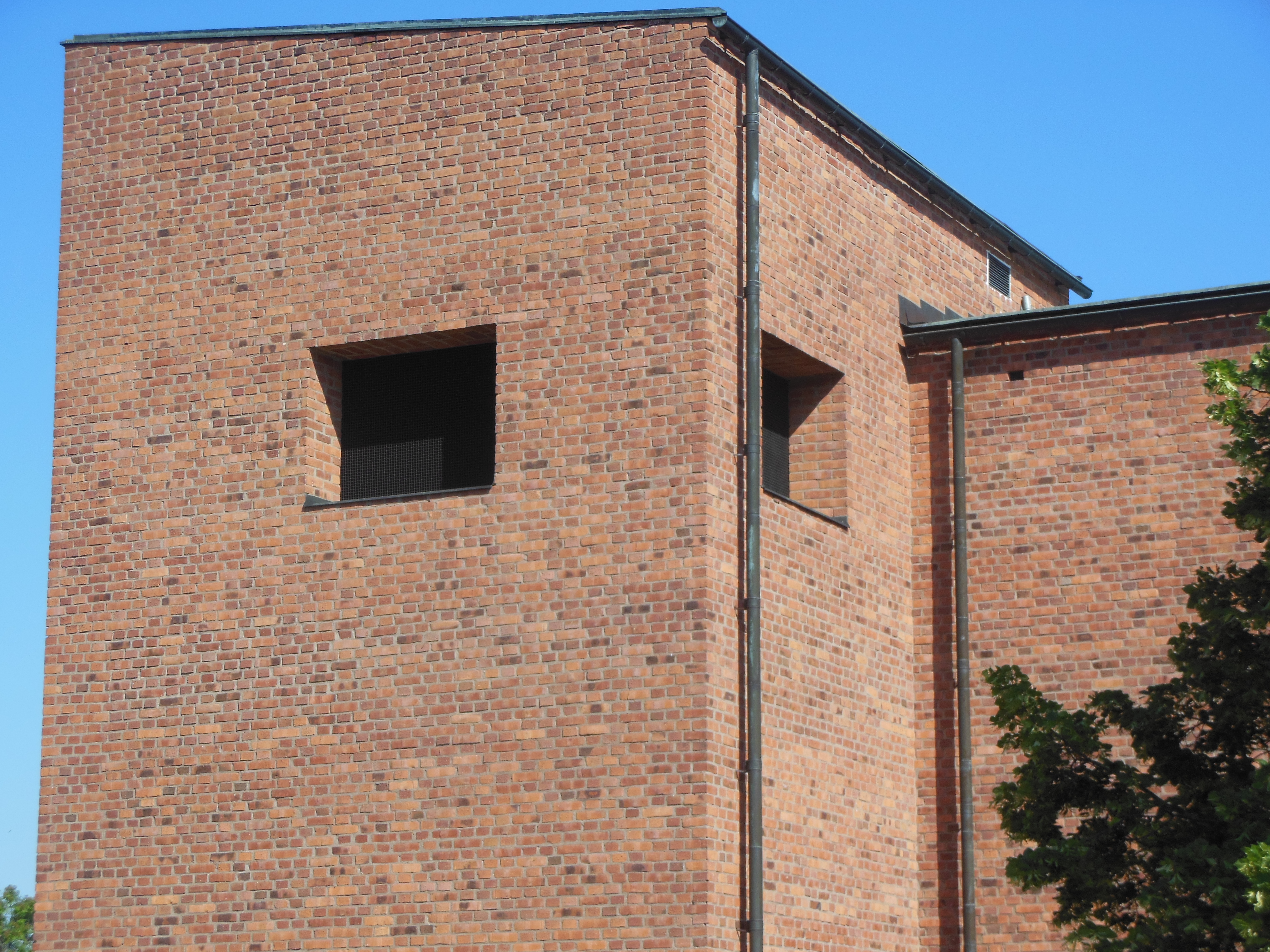
Klocktornet i Tannefors kyrka.

Tannefors kyrka i Tannefors tillhör Linköpings stift, Tannefors församling och Linköpings domkyrkopastorat. Kyrkan är belägen i stadsdelen Tannefors i Linköping. Den ligger på en liten höjd. 

## Historik

### Planer på bygge och invigning
Linköpings stadsfullmäktige reserverade 1949 den tomt där Tannefors kyrka är uppförd till kyrkligt ändamål. 1959, 10 år senare, utlystes en arkitektpristävling för kyrka, församlings- och ungdomslokaler, vilken arkitekterna Axel Kandell och John Kandell, Stockholm, vann. 1961 beslöt man uppföra en kyrka enligt arkitekternas förslag. Våren 1963 började bygget. Kyrkan invigdes den 28 november 1964 av biskop Ragnar Askmark.

### Kyrkobyggnaden
Tannefors kyrka är byggd med rödbränt tegel. Kyrkan består av ett torn med vapenhus, ett rektangulärt långhus, sakristia och samtalsrum. Även predikstolen är byggd i tegel. På altarbordet, vilket har en skiva av Kolmårdsmarmor, står ett altarkors i silver samt 6 silverljusstakar. Kors och ljusstakar är smidda av Bengt U. Liljedahl. Dopfunten är även den tillverkad av Kolmårdsmarmor. På väggarna återfinnes Solkorset och Träkorset, två vävnader i röllakansteknik av konstnär Alf Munthe.
Kyrkan präglas av enkelhet. Den präglas och är tidstypisk för efterkrigstiden och erhöll år 1990, ett särskilt skydd enligt kulturminneslagen. 
Kyrkans textilier är utförda med enkel linjeverkan och rena ytor. Det finns fyra mässhakar. Nattvardssilvret är komponerat av silversmeden Bengt Liljedahl, i samarbete med arkitekterna. Dopkannan är, liksom nattvardssilvret, utfört av Liljedahl. 1998 skänktes ett dopfat, skänkt av kyrkvärd. Kormattan i kyrksalen är ritad av arkitekterna, tillverkad år 1974.

### Klocktorn
Över vapenhuset finns kyrkans klocktorn. I tornet hänger två kyrkklockor, varav båda klockorna är gjutna åren 1963-1964, av Bergholtz klockgjuteri i Sigtuna. Klockornas toner är (g1) och (b1). På storklockan står det skrivet "Saliga äro de som i dig hava sin starkhet" (Psaltaren 84:6). På lillklockan står det skrivet "Kommen till mig, I alle." (Matteusevangeliet 11.28).  

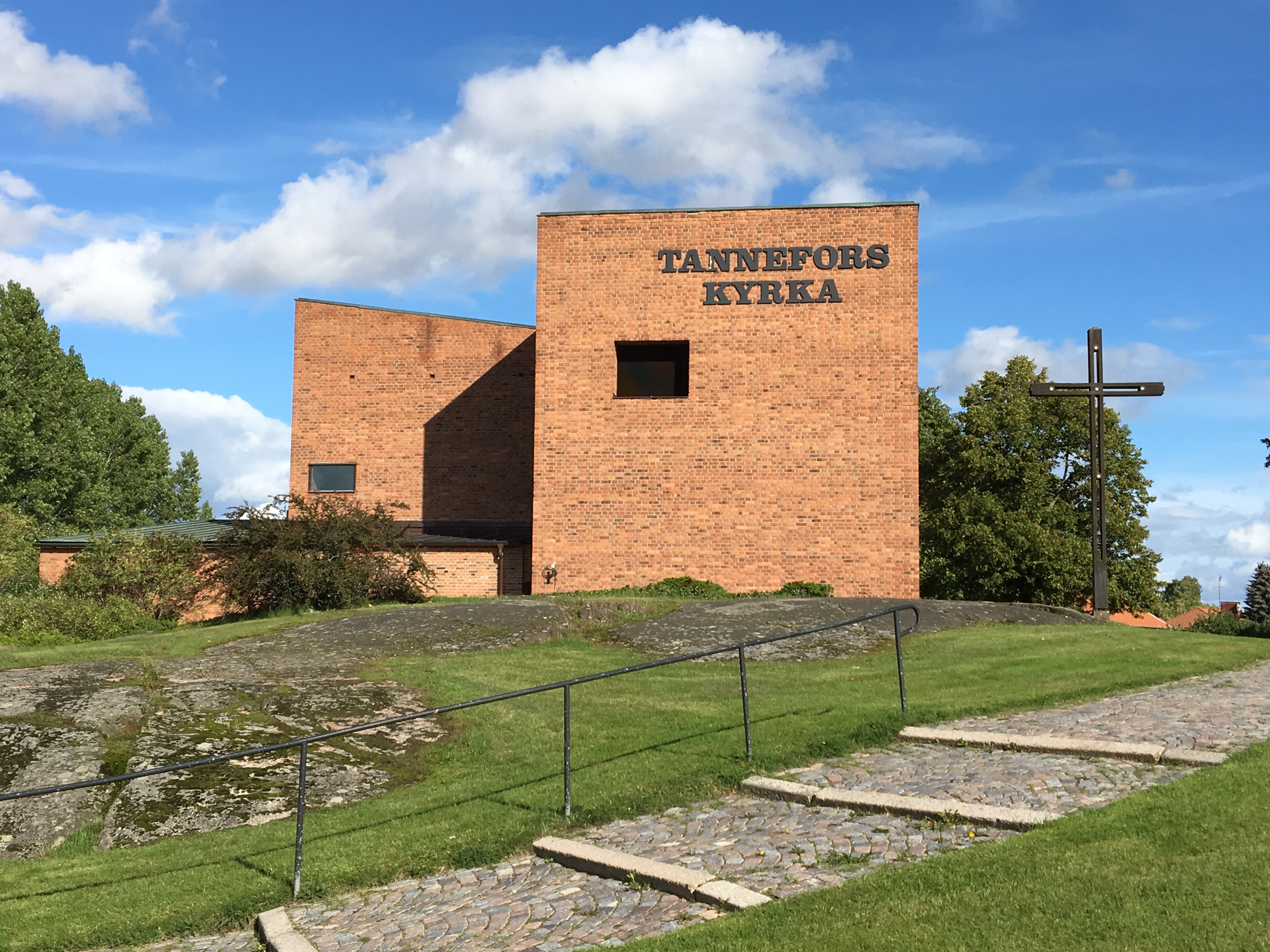

### Tannefors församling
Den 1 januari 2022 blev Tannefors en egen församling, efter att tidigare tillhört S:t Lars församling. Tannefors kyrka är församlingens församlingskyrka. Den tillhör också Linköpings domkyrkopastorat.

## Orgel
Orgeln, med 13 orgelstämmor, är byggd 1964 av A. Magnusson Orgelbyggeri AB, Göteborg. Orgeln är mekanisk och har följande disposition.

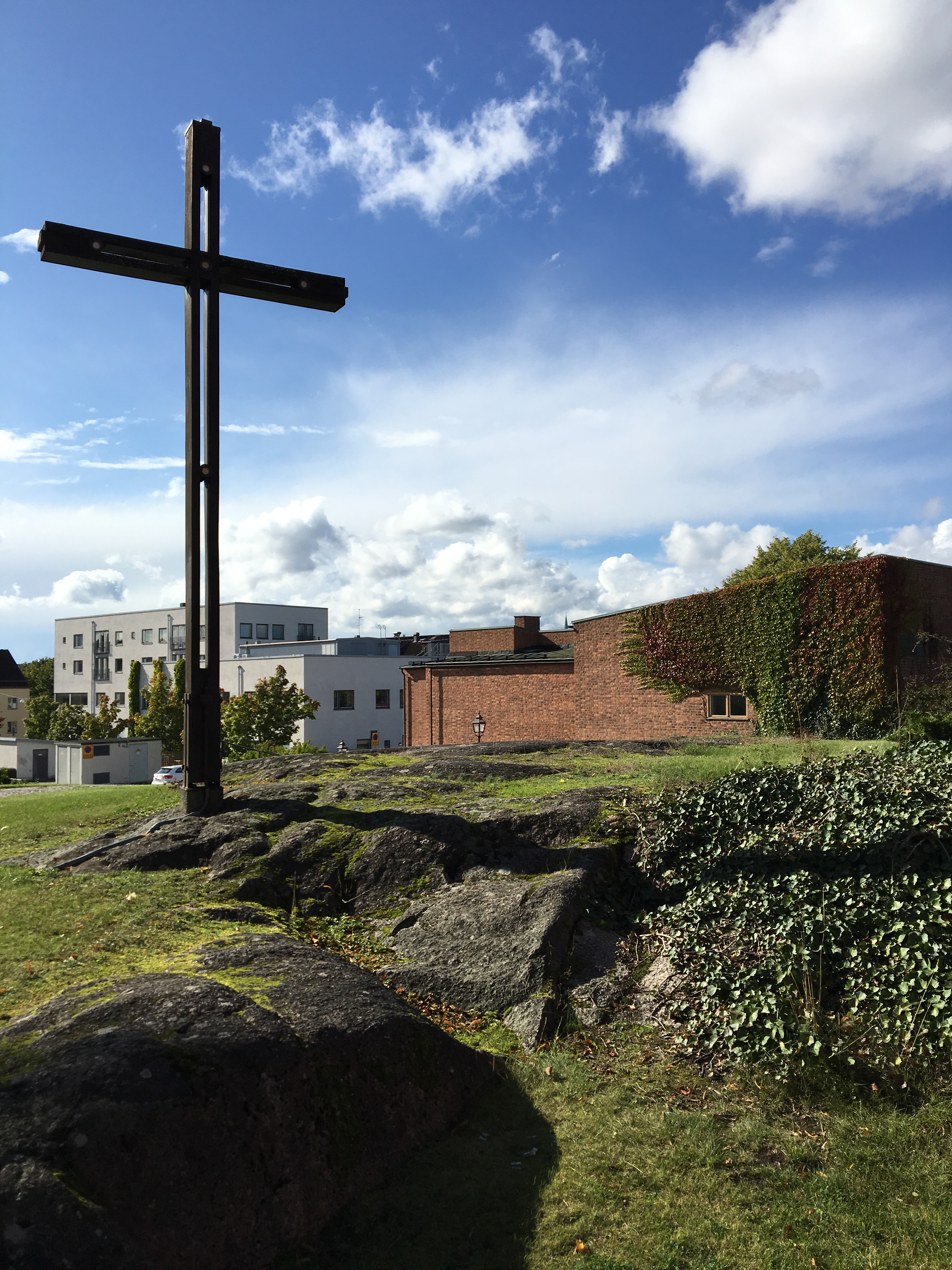
Vy från Tannefors kyrka i Linköping.

| Huvudverk I       | Bröstverk II | Pedal       | Koppel |
| Rörflöjt 8’       | Gedackt 8’   | Subbas 16’  | I/P    |
| Principal 4’      | Rörflöjt 4’  | Gedackt 8’  | II/P   |
| Waldflöjt 2’      | Principal 2’ | Koralbas 4' | II/I   |
| Sesquialtera 2 ch | Scharf III   |             |        |
| Mixtur IV         | Regal 8'     |             |        |